# Розвадовська Олена Петрівна
Оле́на Петрі́вна Розвадо́вська (нар. 4 серпня 1984, Трускавець, УРСР) — українська правозахисниця, фахівчиня у сфері захисту прав дитини, співзасновниця та голова правління благодійного фонду «Голоси дітей», який допомагає дітям долати правові та психологічні проблеми, спричинені війною.

## Життєпис
Народилася 4 серпня 1984 року в Трускавці на Львівщині. Батько — терапевт, мати — за освітою медсестра, працювала масажистом.
У 2001 році вступила до Національного університету харчових технологій на еколога. За рік перевелася на менеджера зовнішньоекономічної діяльності. Потім — на заочне відділення. Під час і після навчання працювала секретарем, офіс-менеджером у будівельній компанії, помічником народного депутата.

### Правозахисна діяльність
2011 року, коли у Києві формували перший в Україні офіс Уповноваженого Президента України з прав дитини, обійняла там посаду прессекретарки й почала займатися темою захисту прав дітей в Україні. Під час роботи їздила у моніторингові поїздки в інтернати, дитячі будинки, виховні колонії для підлітків, відвідувала дитячі лікарні, онкологічні відділення, брала участь у профільних дискусіях.
2014 року, з початком російсько-української війни їздила на Донбас у межах медіатурів і моніторингових візитів.
На початку 2015 року залишила офіс Уповноваженого Президента України з прав дитини і переїхала на Донбас як волонтерка допомагати дітям, які постраждали від війни. Зі Слов'янська їздила прифронтовими містами та селами Донецької та Луганської областей[3]. Надавала гуманітарну допомогу місцевим мешканцям, переконувала їх евакуюватися. Шукала можливості для реабілітації дітей, які постраждали від війни.
У 2017 році у складі групи від міжнародної організації Swiss Foundation for Mine Action (FSD) реалізовувала перший в Україні проєкт щодо мінної безпеки дітей. Щодня виїжджала до шкіл різних населених пунктів Донецької та Луганської областей, надавала дітям інформацію про мінну безпеку в ігровій формі.
У 2018—2019 роках співпрацювала з іншими організаціями як незалежний експерт — писала аналітичні звіти з місця подій та складала рекомендації щодо захисту дітей. Переконала спрямувати на допомогу дітям частину коштів, зібраних у межах Гуманітарної акції Папи Римського для України. Облаштувала простір для 40 дітей у селі Зайцеве, вулиці якого прострілювалися снайперами, і щотижня проводила там заняття з арттерапії.
2019 року зустріла режисера Азада Сафарова, який з данським режисером Сімоном Леренгом Вільмонтом готувався до зйомок документальної стрічки на Донбасі. Допомогла їм знайти контакти дітей, які постраждали від війни, і приєдналася до знімальної команди як консультантка та координаторка. Фільм отримав назву «Будинок зі скалок», його герої — діти із Лисичанського центру соціально-психологічної реабілітації. Стрічка потрапила до короткого списку претендентів на премію «Оскар» 2023.

### Благодійний фонд «Голоси дітей»
2019 року разом з Азадом Сафаровим створила благодійний фонд «Голоси дітей». Його слоган: «Жодна дитина не повинна залишатися наодинці з досвідом війни». Фонд надавав дітям і їхнім батькам індивідуальну й групову психологічну допомогу, проводив арттерапевтичні заняття на прифронтових територіях, організовував роботу мобільних психологів для вихованців донецьких і луганських інтернатів.
З початком повномасштабної війни «Голоси дітей» надають психосоціальну та індивідуальну гуманітарну підтримку сім'ям, працюють з громадами та закладами для дітей у межах всієї країни в основних напрямках:
- психосоціальна підтримка;
- гуманітарна допомога;
- адвокація прав дитини.

З 2022 року Олена Розвадовська почала адвокатувати права українських дітей за кордоном та брати участь у міжнародних заходах. Виступила у штаб-квартирі ООН, в ОБСЄ, на засіданні комітету Європарламенту, де розповідала про геноцид українських дітей російськими злочинцями.
На початку 2023 року разом з командою фонду видала книгу «Війна голосами дітей», що зібрала 100 цитат українських дітей про війну, а також ілюстрації українських та світових митців. До створення книги долучилася українська співачка Джамала, кухар Євген Клопотенко, ілюстратори Олександр Грехов, Нікіта Тітов, Сергій Майдуков, Ірина Вале, іконописець Данило Мовчан, лідер гурту «Океан Ельзи» Святослав Вакарчук.

## Визнання
- Національна правозахисна премія, яка присуджується платформою «Правозахисний порядок денний» (2017 рік) — за особистий внесок у захист прав людини в Україні[3].
- BBC 100 Women (2023 рік) — нагорода від британської компанії BBC для 100 жінок з усіх куточків світу[12]. Проєкт відзначає досягнення жінок у всьому світі та в усіх сферах життя — від волонтерства до керування міжнародними організаціями[8].
- «Герої hromadske» (2023 рік) — до свого 10-річчя українське медіа hromadske нагородило 10 героїв та героїнь своїх матеріалів[4]. До списку увійшли українці, чия діяльність спрямована на боротьбу за свободу, правозахист та активізм.